# Penstemon pringlei
Penstemon pringlei är en grobladsväxtart som beskrevs av S. Wats.. Penstemon pringlei ingår i släktet penstemoner, och familjen grobladsväxter. Inga underarter finns listade i Catalogue of Life.